# Torymus pertinax
Torymus pertinax is een vliesvleugelig insect uit de familie Torymidae. De wetenschappelijke naam is voor het eerst geldig gepubliceerd in 1891 door Förster.